# Kang Hyung-suk
Kang Hyung-suk (Hangul: 강형석) es un actor surcoreano.

## Carrera
Es miembro de la agencia AM Entertainment (에이엠엔터테인먼트).
En agosto de 2021 se unió al elenco recurrente de la serie Hometown Cha Cha Cha (también conocida como "Seaside Village Cha Cha Cha") donde interpretó a Choi Eun-chul, un sincero y trabajador oficial de la subestación de policía de Gongjin, hasta el final de la serie.

## Filmografía

### Series de televisión
| Año     | Título                                 | Personaje                    | Notas                       | Ref.               |
| ------- | -------------------------------------- | ---------------------------- | --------------------------- | ------------------ |
| 2019-20 | Aterrizaje de emergencia en tu corazón | Subordinado de Jo Cheol-kang |                             |                    |
| 2020    | One Night                              |                              | Drama Special Season 11     |                    |
| 2020    | Romantic Doctor, Teacher Kim 2         | Hermano de Kang Ik-joon      | Aparición especial, ep. 15  |                    |
| 2020    | Itaewon Class                          | Enfermero enmascarado        | Aparición especial, dos ep. |                    |
| 2020    | Mystic Pop-up Bar                      | Amigo de Park Byung-jae      | Aparición especial, ep. 3   |                    |
| 2020    | Do Do Sol Sol La La Sol                | Ahn Joong-ho                 |                             |                    |
| 2021    | Hometown Cha Cha Cha                   | Choi Eun-chul                |                             |                    |
| 2021    | Lost                                   | Seo Jun-hyuk                 |                             |                    |
| 2022    | Amor por contrato                      | Woo Kwang-nam                |                             | [ 6 ]              |
| 2024    | Wedding Impossible                     | Kim Ho-tae                   | Aparición especial, ep. 1   | [ 7 ]              |
| 2025    | Otro brindis para el amor              | Bong Sun-wook                |                             | [ 8 ] [ 9 ] [ 10 ] |

### Películas
| Año  | Título         | Personaje | Notas  |
| ---- | -------------- | --------- | ------ |
| 2021 | We Go Together | -         | [ 11 ] |

### Teatro / musicales
| Año | Título        | Personaje | Notas     |
| --- | ------------- | --------- | --------- |
| -   | 리미트        | -         | (teatro)  |
| -   | 발칙한 로맨스 | -         | (teatro)  |
| -   | 이블데드      | -         | (musical) |